# Françoise Van Poelvoorde
Françoise Van Poelvoorde (20 december 1959) is een Belgische voormalige atlete, die gespecialiseerd was in het hoogspringen. Zij veroverde één Belgische titel.

## Biografie
Van Poelvoorde werd in 1981 Belgisch kampioene hoogspringen. Ze was toen aangesloten bij SC Anderlecht. Later was ze nog actief als master bij White Star.

## Belgische kampioenschappen
| Onderdeel    | Jaar |
| ------------ | ---- |
| hoogspringen | 1981 |

## Persoonlijk record
| Onderdeel    | Prestatie | Datum            | Plaats  |
| ------------ | --------- | ---------------- | ------- |
| hoogspringen | 1,88 m    | 28 augustus 1981 | Brussel |

## Palmares
hoogspringen
- 1981:  BK AC – 1,78 m
- 1981:  Memorial Van Damme – 1,88 m

## Onderscheidingen
- 1981: Gouden Spike